# Kucharz krakowski
Kucharz krakowski (Ilustrowany kucharz krakowski dla oszczędnych gospodyń) – poradnik kucharski autorstwa Kazimiery Krumłowskiej która używała pseudonimu Maria Gruszecka. 

## Tytuł
Tytuł pierwszego wydania książki z 1892 roku brzmiał Kucharz krakowski dla oszczędnych gospodyń. Smaczne i tanie obiady dla domów obywatelskich, według kuchni krakowskiej, litewskiej, francuskiej i wiedeńskiej z uwzględnieniem higieny i dydaktyki z podaniem dyspozycji na stosowne obiady każdego dnia całego roku, sposobu podawania potraw, ubierania stołu, i przyjmowania gości z osobnym rozdziałem kuchni kartoflanej. Praktyczne przepisy do ciast, legumin, konfitur, likierów, lodów, marynat itp. Ważne wskazówki do gospodarstwa domowego oraz konserwowania i przechowania w należytym stanie różnych przedmiotów na podstawie wieloletniego doświadczenia i według wzorowych dzieł ułożone przez Maryę Gruszecką. W kolejnych wydaniach dodano ilustracje i zmieniono tytuł na Illustrowany kucharz krakowski..... 

## Historia
Autorką książki była Kazimiera Krumłowska, siostra Artura, żona urzędnika Dyrekcji Skarbu w Krakowie Jana Krumłowskiego i matka Konstantego Krumłowskiego. Zmarła w wieku 76 lat 2 grudnia 1928 w Warszawie i została pochowana na cmentarzu Powązkowskim. Książkę wydała Księgarnia J. M. Himmelblaua. Pierwsze wydanie ukazało się w 1892 roku. W styczniu 1893 roku można było ją nabyć w redakcji Kuriera Lwowskiego. Jak pisze autorka we wstępie w ciągu 9 miesięcy rozeszło się 5 wydań książki. W 1904 roku w sprzedaży było już X wydanie. 

## Treść

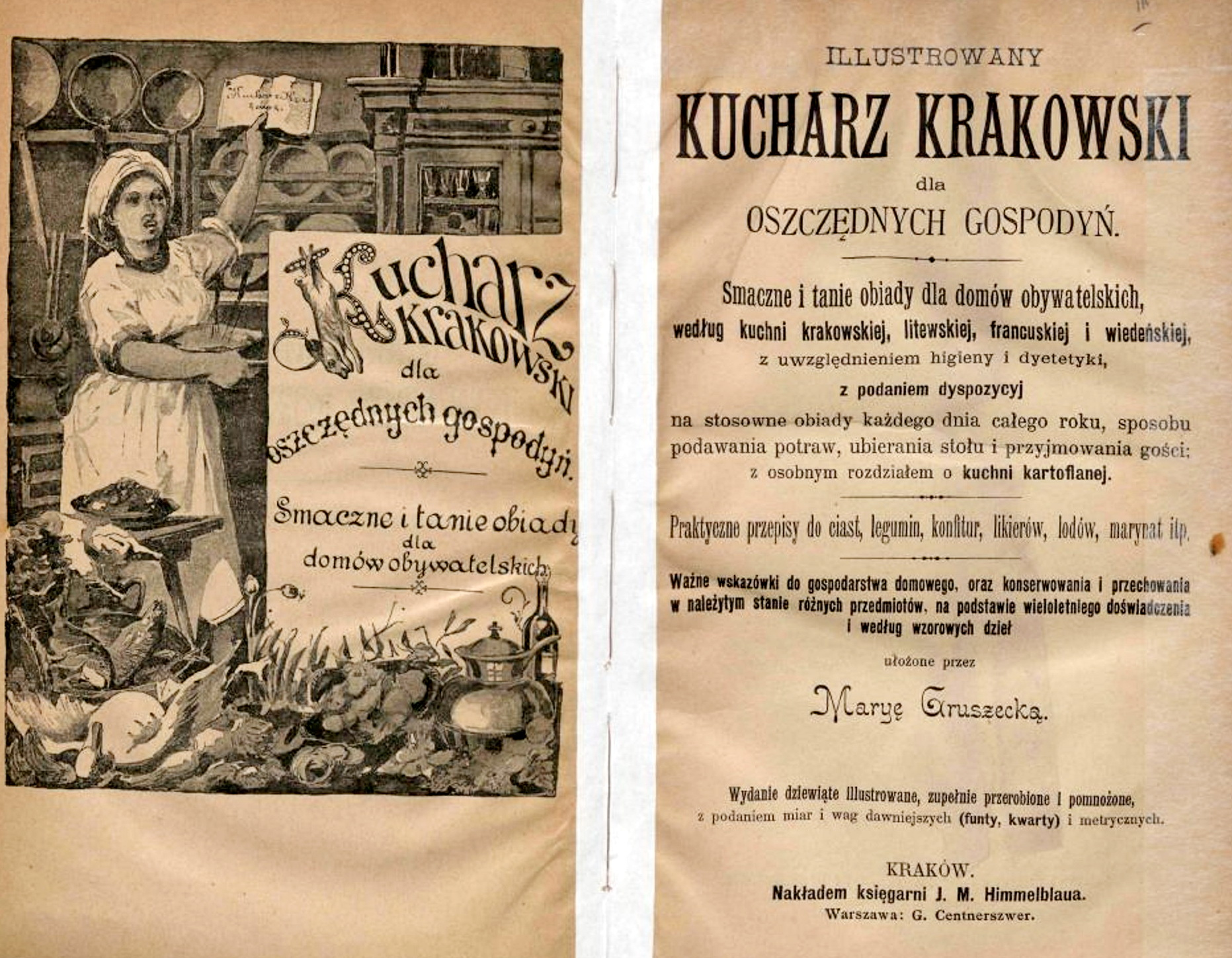
Strona tytułowa księgi

Maria Gruszecka podpowiada młodym gospodyniom jak w sposób prosty, tani i zdrowy przygotować obiad. 
W książce znajduje się ponad 1300 różnych przepisów ujęte w 28 rozdziałów na zupy i sosy, mięsa, ryby, jarzyny, potrawy mączne oraz ciasta, torty. W książce są rozbudowane tabele ukazujące skład chemiczny rozmaitych produktów spożywczych tj. wskazujące ile procentowo zawierają one białka, tłuszczu, węglowodanów, wody czy węgla. Dodatkowo rozdział poświęcony sprawdzonym sposobom na przechowywanie żywności, pranie i czyszczenie metali.

## Opinie o książce
Kurier Warszawski w 1892 r. pisał o książce: Literatura kulinarna nasza, w której dotąd pierwszorzędnym blaskiem wartości i powodzenia świeciło 365 obiadów wzbogacona została nowym dziełem: Kucharz krakowski dla oszczędnych gospodyń. Smaczne i tanie obiady dla domów obywatelskich.
We wrześniu 1893 roku recenzję książki napisała Lucyna Ćwierczakiewiczowa, która zarzuciła autorce używanie wagi decymalnej oraz "zacofanie w kwestii kulinarnej". Chodziło o polecanie ekstraktu mięsnego Liebiega, szumowanie rosołu, używanie „szmalcu” do smażenia oraz sposobu podawania „polardy z ogórkami kwaszonemi".

## Reprint
W 2013 roku Wydawnictwo Graf_ika  wydało reprint wydania z 1898 roku Illustrowanego kucharza krakowskiego.